# 佐竹義尚 (北家)
佐竹 義尚（さたけ よしなお）は、佐竹氏一門の佐竹北家第18代当主。佐竹北家角館第11代所預。曾孫に秋田県知事の佐竹敬久がいる。男爵に列し、華族であった。

## 生涯
嘉永元年（1848年）11月17日、旗本・根来盛実（陸奥中村藩10代藩主・相馬樹胤の三男）の次男として生まれる。幼名は竹之助。万延元年（1860年）8月4日従兄弟の出羽久保田藩角舘所預・佐竹義倫が死去したため、文久2年（1862年）8月29日佐竹北家の家督を相続する。
慶応4年（1868年）、久保田藩が奥羽越列藩同盟から離脱し新政府軍に付いたため、仙台藩と庄内藩から攻撃を受け、角館を防衛する。明治5年（1872年）に秋田県権典事となり、明治33年（1900年）、戊辰戦争の功績により従五位男爵に叙される。明治42年（1909年）10月15日死去、享年61。家督は嫡男の義敬が相続した。

## 栄典
- 1900年（明治33年）5月9日 - 男爵[2]